# Kristen Connolly
Kristen Nora Connolly (* 12. července 1980 Montclair, New Jersey) je americká herečka.
Ve filmu debutovala v roce 2003 snímkem Úsměv Mony Lisy. V letech 2008 a 2009 působila v mýdlových operách U nás ve Springfieldu a As the World Turns a zahrála si také ve filmech Stalo se a Seznamte se s Davem. Epizodní role měla v seriálech Zákon a pořádek: Zločinné úmysly, Polda z Marsu a Dobrá manželka. V roce 2012 se představila v hlavních rolích v hororech The Bay a Chata v horách. Od roku 2013 hraje v seriálu House of Cards.